# Cefetamet
Cefetamet este un antibiotic din clasa cefalosporinelor de generația a treia, utilizat în tratamentul unor infecții bacteriene. Calea de administrare disponibilă este cea orală.